# Двотактни мотор
Двотактни мотор је мотор са унутрашњим сагоревањем који цели свој радни циклус обави у два такта или у једном кругу коленастог вратила. Тиме се разликује од четворотактног мотора који то обави за два круга. 
Два такта двотактног мотора су:
1. такт – размена медијума и компресија
2. такт – сагоревање и експанзија (радни такт)
Двотактни мотор приликом сваког обртаја коленастог вратила има једно сагоревање и експанзију (радни такт), за разлику од четворотактног који има један радни такт свака два обртаја коленасто вратила. Тиме теоретски двотактни мотор има дупло већи радни учинак од четворотактног мотора.

## Теоретски дијаграм двотактног дизел-мотора
На дијаграмима тачке представљају:
1-Крај издувавања и усиса, почетак компресије
2-Крај компресије, убризгавање горива, почетак сагоревања
3-Крај сагоревања, почетак експанзије
4-Крај експанзије, почетак размене медија у цилиндру (издува и усиса)
Сходно овим тачкама, цели процес се може поделити у два такта:
први такт - размена медија и компресија - траје од тачке 4 до тачке 2
други такт - сагоревање и експанзија - траје од тачке 2 до тачке 4
Постоје различита тумачења где спада подручје од тачке 4 до тачке 1, па се може пронаћи и тумачење да тај део припада другом такту, осим саме тачке 1 у којој се дешава тренутна измена медија. Обе теорије имају своје аргументе и своје поборнике, те се сматрају подједнако исправнима.
Напомена: Код двотактних мотора термин усис је замењен термином испирање, јер медиј који улази у цилиндар испира цилиндар од заосталих издувних гасова.

## Конструкцијске карактеристике и начин рада
Двотактни мотор је по својим конструкцијским обележјима много једноставнији од четворотактног мотора. Неки делови који су неопходни за рад четворотактног мотора, код двотактног не постоје; пример су усисни вентили, заједно са подизачима и бреговима, а код велике већине једноставних двотактних мотора, без вентила уопште (нема ни издувних). Тиме се поједностављује и појефтињује израда мотора. Кошуљице двотактних мотора су направљене с каналима, кроз које се врши измена медија, тако да код сваког двотактног мотора имамо испирне канале, а код оних без вентила и издувне. 
Једна од карактеристика двотактних бензинских мотора је да се могу извести и без уља у картеру, тада раде на мешавину уља и горива, обично у мешавинама 2-4% уља у њој, при чему уље у мешавини служи за подмазивање лежајева и прстенова (пример такве изведбе је Томос 4). 
Компресија почиње тренутком затварања издувног канала, којег затвара клип у свом гибању према горе. Компресија траје до нешто пре СМТ, када долази до паљења смеше или убризгавања горива у цилиндар. Клип инерцијом пролази СМТ, те се започиње кретати  ка УМТ у експанзији. Експанзија завршава тренутком отварања издувног канала, када издувни гасови под притиском 'јурну' из цилиндра у испусну цев чиме почиње измена медија у цилиндру. Затим клип у свом гибању отвара испирне канале и ваздух који је тлачен у подстапном простору улази у цилиндар и испире цилиндар од преосталих гасова. Током гибања око УМТ, оба канала су отворена, и издувни и испирни, те део ваздуха (или смеше) одлази у издувну цев. Клип својим гибањем ка СМТ затвара прво испирне канале, а затим и издувне, те почиње компресија. Издув се темељи на истицању издувних гасова из цилиндра (с већег на мањи притисак), малим делом на инерцији, а затим и на притиску испирног ваздуха који улази у цилиндар.

## Стварни дијаграм двотактног мотора
Дијаграм десно приказује стварни индицирани дијаграм двотактног мотора. Ознаке су приказане само на правцу волумена и означавају:
Vk - запремина компресије (волумен изнад чела стапа када је стап у ГМТ
Vc - запремина цилиндра-(волумен изнад чела стапа када је стап у ДМТ
Ое - Тачка када се отварају издувни канали
Ос - Тачка када се отварају издувни канали
Разлика од теоретског дијаграма је видљива најбоље на разводном дијаграму лево, на којима нити једна од карактеристичних тачака није у мртвој тачки, него је или прије или послије ње. Тиме се дио хода стапа (дакле део теоретске компресије и експанзије користи за размену медија у цилиндру, као и за сагоревање. 
Тачке на разводном дијаграму су следеће:
Ое - Тачка када се отварају издувни канали
Ос - Тачка када се отварају издувни канали
Ce - Тачка када се затварају издувни канали
Cs - Тачка када се затварају издувни канали
На индицираном дијаграму, од тренутка затварања канала клипом (Ое) почиње компресија, која траје до тренутка почетка сагоревања, који је нешто прије СМТ (жутом бојом означен на разводном дијаграму). На индицираном дијаграму није означен, али се може отприлике одредити тренутком наглог пораста притисака у цилиндру. Притисак расте до највећег, те се током сагоревања (заосталог) притисак задржава близу максималног. Крај сагоревања обележава почетак наглијег пада притиска (експанзија у цилиндру). У тренутку отварања издувних канала, притисак почиње падати нагло и спушта се испод атмосферског код мотора без предпуњења. У тренутку Ос се отварају издувни канали и ваздух улази у цилиндар, смањујући донекле подпритисак који у њему влада. Заустављањем гибања клипа (УМТ), долази до пораста притиска у цилиндру, који расте на притисак испирног ваздуха. Гибањем клипа од УМТ притисак још мало расте, међутим та је разлика мала до тренутка почетка компресије.

## Основе двотактног мотора
Двотактни мотор је у основи једноставан мотор без компликованог разводног механизма за отварање вентила, с релативно једноставним одржавањем и добром поузданошћу. Испирање цилиндра се у том случају изводи на два начина, попречним системом или обрнутим (петља) системом. Оба система постижу отприлике исте резултате испирања и подједнако су у примени. Нешто сложенији и квалитетнији систем је систем с уздужним испирањем, где ваздух струји уздужно, али се у том случају мора имати вентил на глави мотора, што с једне стране поскупљује израду, али омогућава боље испирање мотора и побољшање укупних перформанси мотора и повећање укупног степена ефикасности на преко 54%, што је најбољи резултат од свих машина које је човек произвео.
На слици лево види се приказ сва три начина испирања, на првој слици је принцип изведбе попречног испирања, у средини обрнутог или петља испирања, а на десној слици је приказано испирање код новијих и модернијих типова двотактног мотора, тј. уздужно испирање. На сликама је такође видљив принцип израде канала на кошуљици који је одређен врстом испирања.
На разводном дијаграму десно приказан је принцип рада двотактног мотора с испусним вентилом. Затварање вентила (и његово отварање) нема више чврсту везу с ходом клипа и тренутак отварања и затварања вентила се може извести тако да буде оптимално за рад мотора. Испирање унутар цилиндра је побољшано, а затварање испусног вентила прије испирног канала омогућава додатно преднабијање (турбо мотори).

## Употреба двотактног мотора
Двотактни мотори се данас мање употребљавају него некада, поготово изведенице које раде по Ото (Otto) процесу. То је стога што део гориве смесе изађе несагорео из цилиндра, те тиме повећава потрошњу и загађење. Стога се двотактни мотори све више замјењују четворотактнима, и на уређајима који су некада били резервирани искључиво за двотактне. Такав примјер су ванбродски мотори, код којих је дошло до готово потпуне промене израде, и данас је готово немогуће пронаћи двотактни ванбродски мотор. Двотактни мотор губи трку и на подручју машина за врт и поље (косилице, мотокултиватори, моторне прскалице, ...), где се улажу знатни напори у смањењу величина четворотактног мотора уз повећање снаге. У аутомобилској индустрији двотактни мотор се више не употребљава, а и у мотоциклизму је замењен четворотактним. Једино подручје где двотактни мотор доминира је бродски погон, где се велика већина бродова погони двотактним спорокретним моторима, највећим моторима данашњице.